# Nils Sandström
Nils Gottfrid Sandström (ur. 9 sierpnia 1893 w Göteborgu, zm. 17 czerwca 1973 w Sztokholmie) – szwedzki lekkoatleta, sprinter, medalista olimpijski z 1920.
Wystąpił w trzech konkurencjach na igrzyskach olimpijskich w 1920 w Antwerpii. Największy sukces odniósł w sztafecie 4 × 100 metrów. Sztafeta szwedzka w składzie: Agne Holmström, William Petersson, Sven Malm i Sandström wywalczyła brązowy medal. Startował również w biegu na 100 metrów, gdzie odpadł w eliminacjach i w biegu na 200 metrów, gdzie odpadł w ćwierćfinale.
Był dwukrotnym rekordzistą Szwecji: w biegu na 200 metrów z czasem 22,1 (14 października 1917 w Sztokholmie) oraz w sztafecie 4 × 400 metrów z wynikiem 3:23,7 (21 sierpnia 1921 w Sztokholmie). Był mistrzem Szwecji w biegu na 100 metrów w 1919 i 1920, w  sztafecie 4 × 100 metrów w latach 1919-1921 i 1923 oraz w sztafecie 4 × 400 metrów w latach 1919-1922.